# 비산초등학교 (경기)
비산초등학교는 대한민국 경기도 안양시에 있는 공립 초등학교이다.

## 학교 연혁
- 1978.12.05 학교 설립 인가
- 1979.09.01 초대 전정술 교장 취임
- 1980.03.01 19학급 편성 개교
- 1981.03.05 병설유치원 개원
- 1983.02.15 제1회 졸업(218명)
- 1984.09.01 안양중앙국민학교로 학급 일부 분리
- 1986.10.24 본관 신축 16개 교실 준공
- 1991.09.02 부림국민학교로 학구 일부 분리
- 2014.09.01 제12대 윤현오 교장 부임
- 2015.02.13 제33회 졸업식
- 2015.03.01 31학급 편성(특수2학급), 병설유치원 2학급편성

## 참고 자료
- 비산초등학교 - 한국교육학술정보원 학교알리미